# Martin Luther King

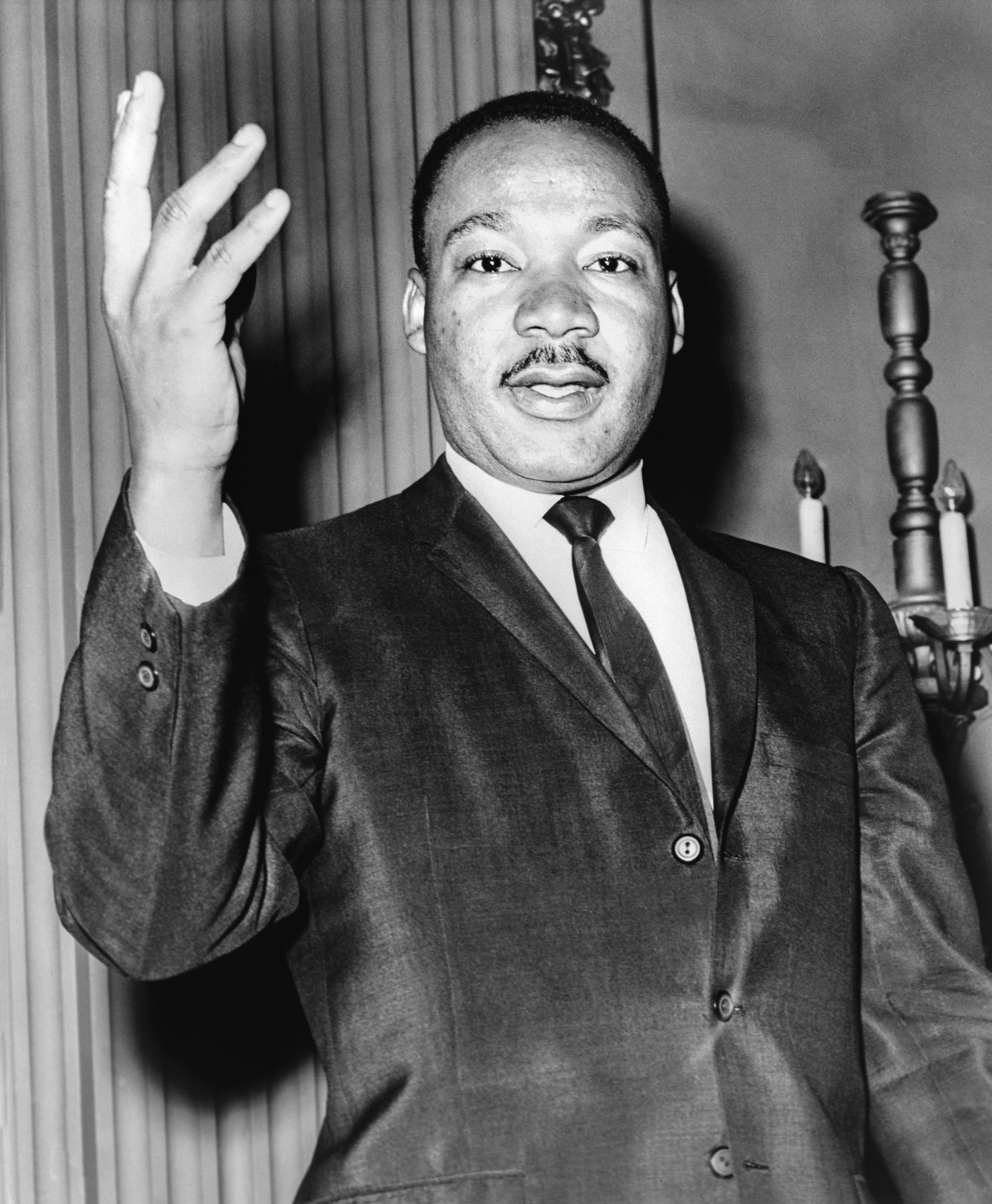
Martin Luther King Jr. (1964)

Martin Luther King Jr. (* 15. Januar 1929 in Atlanta, Georgia als Michael King Jr.; † 4. April 1968 in Memphis, Tennessee) war ein US-amerikanischer Baptistenpastor und Bürgerrechtler.
Er gilt als einer der herausragendsten Vertreter im gewaltfreien Kampf gegen Unterdrückung und soziale Ungerechtigkeit und war zwischen Mitte der 1950er und Mitte der 1960er Jahre der bekannteste Sprecher des Civil Rights Movement, der US-amerikanischen Bürgerrechtsbewegung der Afroamerikaner. Er propagierte den zivilen Ungehorsam als Mittel gegen die politische Praxis der Rassentrennung (Racial segregation) in den Südstaaten der USA mit religiösen Begründungen und nahm an entsprechenden Aktionen teil.
Wesentlich durch Kings Einsatz und Wirkkraft ist das Civil Rights Movement zu einer Massenbewegung geworden, die schließlich erreicht hat, dass die Rassentrennung gesetzlich aufgehoben und das uneingeschränkte Wahlrecht für die schwarze Bevölkerung der US-Südstaaten eingeführt wurde. Wegen seines Engagements für soziale Gerechtigkeit erhielt er 1964 den Friedensnobelpreis. Am 4. April 1968 wurde King im Alter von 39 Jahren bei einem Attentat in Memphis erschossen.

## Leben

### Familie und Kindheit
King wurde 1929 als Sohn der Lehrerin Alberta Christine Williams King (1904–1974) und ihres Ehemanns Martin Luther King (1897–1984, ursprünglich Michael King), dem zweiten Prediger der baptistischen Ebenezer-Gemeinde in Atlanta geboren. Sein Vater war vor seiner Tätigkeit als Pfarrer unter anderem Hilfsmechaniker in einer Autowerkstatt und Feuerwehrmann bei einer Eisenbahngesellschaft gewesen. King Sr. hatte seinen Abschluss an einer Abendschule nachgeholt und war bereits vor der Geburt von King Jr. Vorsitzender der National Association for the Advancement of Colored People (NAACP – Nationale Gesellschaft zur Förderung farbiger Menschen) in Atlanta.
King Juniors Großvater mütterlicherseits, Adam McNeil Williams (* 1863), ein Sohn von Sklaven, trat 1894 in die Ebenezer-Gemeinde ein. Dieser Kirchengemeinde gehörten auch alle nachfolgenden Generationen an. James King, der Großvater väterlicherseits, hatte auf Baumwollplantagen bei Stockbridge gearbeitet, etwa 20 Kilometer von Atlanta entfernt. 
Ursprünglich hieß sein Vater Michael King und er selbst Michael King Jr. Der Vater änderte beide Namen nach einer Europareise im Jahre 1934, die ihn im Zusammenhang mit dem in Berlin stattfindenden baptistischen Weltkongress auch nach Deutschland führte, zu Ehren von Martin Luther, für den er große Bewunderung empfand. Der Name war für den Vater und später für den Sohn Ausdruck tiefen religiösen Empfindens. Zusammen mit seinen Eltern lebte King Jr. bis 1941 in der Auburn Avenue, einer Straße, in der fast ausschließlich wohlhabende Schwarze wohnten, im Haus Nr. 501.
Wie alle Schwarzen wurde auch er durch die Rassentrennung in den Südstaaten der USA diskriminiert. Diese trennte alle Bereiche des täglichen Lebens in schwarz und weiß: Schulen, Kirchen, öffentliche Gebäude, Busse und Züge, selbst Toiletten und Waschbecken. King Jr. empfand schon früh solche Segregation als große Ungerechtigkeit, in dieser Haltung wurde er vor allem durch die väterliche Erziehung geprägt. Mit 14 Jahren fuhr er von Atlanta nach Dublin in Georgia, um dort an einem Redner-Wettbewerb teilzunehmen, den er gewann. Schon damals setzte er sich öffentlich für die Desegregation und auch für die Stärkung der USA als Nation ein. Clayborne Carson zitiert ihn in The Autobiography of Martin Luther King, Jr. mit den Worten:

„Wir können keine aufgeklärte Demokratie haben, wenn eine große Gruppe in Unwissenheit lebt. Wir können keine gesunde Nation sein, wenn ein Zehntel der Bevölkerung mangelernährt, krank und Träger von Keimen ist, die keinen Unterschied zwischen den Hautfarben machen, keine Jim-Crow-Gesetze beachten.“

Am 18. Juni 1953 heirateten King Jr. und Coretta Scott Williams. Die Hochzeit fand in ihrem Elternhaus in Marion, Alabama, statt; die Trauung wurde von Kings Vater vorgenommen. Das Ehepaar bekam vier Kinder:
- Yolanda Denise (* 17. November 1955 in Montgomery, Alabama; † 15. Mai 2007 in Santa Monica, Kalifornien)
- Martin Luther III (* 23. Oktober 1957 in Montgomery, Alabama)
- Dexter Scott (* 30. Januar 1961 in Atlanta, Georgia; † 22. Januar 2024 in Malibu, Kalifornien)
- Bernice Albertine (* 28. März 1963 in Atlanta, Georgia)

Alle vier engagierten sich wie ihr Vater für Bürgerrechte; ihre veröffentlichten Texte und Reden weichen thematisch voneinander ab. King Juniors Witwe, Coretta Scott King, starb am 30. Januar 2006 im Alter von 78 Jahren in Rosarito in Mexiko.

### Ausbildung und Einflüsse
Seine erste negative Erfahrung mit der Rassentrennung machte King bereits mit Beginn seiner Grundschulzeit. Sein engster Freund in der Vorschulzeit war ein weißer Junge aus der unmittelbaren Nachbarschaft. Dann mussten die beiden verschiedene Schulen besuchen, und die Eltern seines Freundes teilten King mit, dass er nicht mehr mit ihrem Sohn spielen könne, weil er schwarz sei. King ging mit seiner Schwester Christine zur Younge Street Elementary School, auf der es ausschließlich schwarze Schüler gab. Das Lernen fiel ihm relativ leicht. In der sechsten Klasse wechselte er auf die David T. Howard Colored Elementary School. Im Alter von 13 Jahren besuchte er schließlich die Booker T. Washington High School, wo er das neunte und das zwölfte Schuljahr übersprang.
Am 20. September 1944 begann King sein Studium am Morehouse College, der einzigen Hochschule für Schwarze im Süden; es nahm ihn trotz seines Alters von noch nicht 16 Jahren als Ausnahme auf. Im Hauptfach Soziologie wurde er von Walter P. Chivers in die Problematik der Rassentrennung eingeführt; bei George D. Kelsey, dem Leiter der School of Religion, hörte er von Mahatma Gandhis gewaltfreiem Widerstand. Benjamin Mays, der damalige Präsident der Schule und ein Bürgerrechtler, war ein wichtiger Mentor für King. Auch sonst beschreibt King die Atmosphäre an dem College als konstruktiv und weitestgehend frei von Rassismus und Intoleranz gegenüber Schwarzen. 1948 schloss er das College mit einem Bachelor of Arts in Soziologie ab.
Neben dem Studium wurde King mit 17 Jahren Hilfsprediger seines Vaters an der Ebenezer Baptist Church in Atlanta. Er wollte damals trotz seines tiefen Glaubens kein Prediger werden. Auf dem College entdeckte er endgültig das Reden für sich und belegte bald vordere Plätze bei Studentenwettbewerben in politischer Rede. Von Vater und Professoren schließlich überzeugt, studierte er am Crozer Theological Seminary in der Nähe von Chester (Pennsylvania) Theologie.
Er las Plato, John Locke, Jean-Jacques Rousseau, Aristoteles, Henry David Thoreau und Walter Rauschenbusch. Bücher von letzterem veranlassten King, Rolle und Verantwortung eines Predigers für sich neu zu definieren:

„Predigen ist für mich ein dualer Prozess. Einerseits muss ich versuchen, die Seele eines jeden Einzelnen zu verändern, damit sich die Gesellschaft verändern kann. Andererseits muss ich versuchen, die Gesellschaft zu verändern, damit sich jede einzelne Seele verändern kann. Darum muss ich mir über Arbeitslosigkeit, Slums und wirtschaftliche Unsicherheit Gedanken machen.“

Zudem beschäftigte er sich intensiv mit verschiedenen Theorien zu Gesellschaftsformen und las zum Beispiel Karl Marx, von dem er beeinflusst wurde, obwohl er ihn größtenteils ablehnte:

„Das Lesen von Marx überzeugte mich davon, dass die Wahrheit weder im Marxismus noch im traditionellen Kapitalismus zu finden ist. Beide repräsentieren eine Teilwahrheit. Historisch gesehen übersah der Kapitalismus die Wahrheit gemeinschaftlicher Unternehmen und der Marxismus erkannte nicht die Wahrheit individueller Unternehmen. Der Kapitalismus des 19. Jahrhunderts beachtete die sozialen Aspekte des Lebens nicht und der Marxismus übersah und übersieht, dass das Leben individuell und persönlich ist. Das Königreich Gottes ist weder die These von individuellen Unternehmungen noch die Antithese von kollektiven Unternehmungen, sondern stellt eine Synthese dar, welche die Wahrheiten beider vereinigt.“

Außerdem wurde er stark von Mahatma Gandhi geprägt, dessen erfolgreicher, von Nächstenliebe getragener Kampf mit dem Mittel der Gewaltlosigkeit ihn tief beeindruckte. King sagte einmal über Gandhi:

„Durch diese Konzentration Gandhis auf Liebe und Gewaltlosigkeit entdeckte ich die Methode für soziale Reformen, nach der ich suchte.“

Später las er Pazifismus-kritische Texte von Reinhold Niebuhr. Diese konnten ihn zwar nicht vom gewaltfreien Widerstand abbringen, veränderten jedoch sein Weltbild:

„Während ich noch an das Gute im Menschen glaubte, zeigte mir Niebuhr auch dessen Potenzial für das Böse. Außerdem half er mir, die Komplexität zu erkennen, mit der der Mensch in die blendende Existenz des kollektiven Bösen verwickelt ist.“

Im Mai 1951 beendete er sein Studium mit einem Bachelor of Divinity in Theologie. Für die Zeit nach seinem Studium hatte er mehrere Angebote. King wählte nicht den einfachen Weg, sondern entschied sich für eine Pfarrerstelle im Süden des Landes. So wurde er 1954 Pastor der Dexter Avenue Baptist Church in Montgomery (Alabama). Zu dieser Zeit schrieb er an der Boston University in Massachusetts seine Doktorarbeit mit dem Titel A Comparison of the Conceptions of God in the Thinking of Paul Tillich and Henry Nelson Wieman, wofür ihm 1955 der Titel Doctor of Philosophy verliehen wurde. 1991 wurde bekannt, dass Teile der Arbeit Plagiate enthalten.

### Erste Erfolge – Montgomery
Am 1. Dezember 1955 weigerte sich die schwarze Bürgerrechtlerin Rosa Parks in Montgomery, ihren Sitzplatz in einem öffentlichen Bus für einen Weißen freizumachen. Sie wurde festgenommen und zu einer Geldstrafe verurteilt. Das führte zu einer großen Solidarisierungsbewegung innerhalb der schwarzen Einwohnerschaft. Knapp ein Drittel der Bevölkerung von Montgomery waren Schwarze; die meisten von ihnen arbeiteten als Landarbeiter und Hausangestellte.
Für den 5. Dezember, den Tag des Gerichtsverfahrens gegen Rosa Parks, organisierte das Women’s Political Council einen eintägigen Boykott der öffentlichen Busse. Es rief die schwarze Bevölkerung auf, Fahrgemeinschaften zu bilden, Taxis zu nutzen oder zu Fuß zu gehen. Fast 100 Prozent der Schwarzen taten dies; es wurde deutlich, dass die schwarze Bevölkerung geschlossen hinter dem Protest stand.
Der Boykott sollte zeigen, wie groß die wirtschaftliche Abhängigkeit weißer Unternehmer von der schwarzen Bevölkerung war, und wie wenig Rechte ihnen im Gegenzug dafür eingeräumt wurden. Der Boykott dauerte schließlich etwa 385 Tage. Der damals neu zugezogene 26-jährige King wurde zum Leiter des zur Koordination des Boykotts gegründeten Komitees Montgomery Improvement Association ernannt. Er wurde von dem Bürgerrechtler und offen homosexuellen Bayard Rustin im gewaltfreien Widerstand nach Gandhi beraten. Der Boykott erregte auch im Ausland Aufsehen. Es gab neben verbaler Zustimmung auch finanzielle Unterstützung für die schwarzen Bewohner der Stadt, so etwa von der National Association for the Advancement of Colored People (NAACP). Am 31. Januar 1956 wurde das Pfarrhaus, in dem King mit seiner Familie lebte, durch einen Bombenanschlag zum Teil zerstört; niemand kam zu Schaden.
Der gewaltlose Widerstand führte schließlich zu einem Erfolg. Am 13. November 1956 erklärte der Oberste Gerichtshof die Rassentrennung in den öffentlichen Verkehrsmitteln der Stadt Montgomery für verfassungswidrig und sprach ein Verbot dagegen aus. Der Busboykott von Montgomery wurde als ein großer Sieg wahrgenommen, und Kings Verdienste dabei führten dazu, dass er zum Präsidenten der am 10. Januar 1957 neu gegründeten Southern Christian Leadership Conference (SCLC) gewählt wurde. Am 27. Januar wurde ein weiteres Bombenattentat auf das Pastorat verübt. Einige Tage später nahm die Polizei sieben weiße Männer fest, zwei von ihnen gestanden den Anschlag. Trotzdem wurden sie wieder freigelassen. King reiste in den nächsten Jahren Tausende von Meilen durch den Süden der USA und warb vehement dafür, sich gewaltlos und unnachgiebig für Bürgerrechte einzusetzen. 1957 hielt King 208 Reden und schrieb sein erstes Buch – „Schritte zur Freiheit: Die Montgomery Story“ (Original: Stride Toward Freedom: The Montgomery Story). Der gelungene Boykott mehrte die Bedeutung der gewaltlosen Bürgerrechtsbewegung enorm; in den folgenden Jahren schlossen sich ihr auch immer mehr Weiße an.
1960 kündigte King seine Pastorenstelle in Montgomery, um sich mit seinem Vater ein Pastorat an der Ebenezer Baptist Church in Atlanta zu teilen. So hatte er mehr Zeit, um sich an der Bürgerrechtsbewegung zu beteiligen. Am 19. Oktober 1960 wurde King nach einem Sit-In festgenommen. Er weigerte sich, eine Kaution zu hinterlegen; deshalb behielt man ihn im Gefängnis. Als Behörden aus dem benachbarten DeKalb County erfuhren, dass er im Gefängnis war, verlangten sie seine Auslieferung. Weil er es unterlassen hatte, seinen Führerschein umzumelden, als er von Montgomery nach Atlanta umzog, hatte er eine Geldstrafe bezahlt und war zu einem Jahr auf Bewährung verurteilt worden. King nahm an, die Bewährung bezöge sich nur auf die Fahrerlaubnis; die Behörden in DeKalb meinten, er dürfe ein Jahr lang nicht mit dem Gesetz in Konflikt kommen.
Ein Richter verurteilte Martin Luther King am 25. Oktober 1960 zu vier Monaten Zwangsarbeit. King wurde daraufhin in ein Hochsicherheitsgefängnis in Reidsville (Georgia) verlegt. Er bekam dort schlechtes Essen und zog sich eine starke Erkältung zu. Am 28. Oktober wendete sich sein Schicksal: John F. Kennedy, damals Präsidentschaftskandidat der Demokraten bei der Präsidentschaftswahl im November 1960, rief Kings Frau Coretta King an und bot seine Hilfe an. Kurze Zeit später wurde King gegen eine Kaution von 2000 US-Dollar freigelassen. Insgesamt wurde King im Laufe seiner Karriere 29 Mal festgenommen.

### Wahl 1960
Am 8. November 1960 gewann Kennedy die Präsidentschaftswahl vor Richard Nixon (303 zu 219 Wahlmänner). Kings Ehefrau schrieb später in ihrer Autobiografie, die Stimmen der meisten schwarzen Wähler hätten Kennedy zum Wahlsieg verholfen.

### Erste Niederlagen – Albany
Am 15. Dezember 1961 flog King nach Albany in Georgia. Dort waren seit kurzem die sogenannten Freedom Rides im Gange: gewaltfreier und wenig organisierter Protest kleiner Gruppen gegen die öffentliche Rassentrennung. Einen Tag nach seiner Ankunft demonstrierte King mit 600 Menschen unerlaubt in Albany. Der Trupp wurde von der Polizei umstellt und ohne Gewaltanwendung festgenommen. Danach kam es bis 1962 mit Unterbrechungen immer wieder zu unerlaubten Protesten und Unruhen in Albany, die wenig erfolgreich waren. Kings großer Einfluss trug dazu bei, dass die Gewaltlosigkeit vorerst als die einzige realistische Möglichkeit für Veränderungen angesehen wurde. Ab etwa 1963 wurde We Shall Overcome, gesungen von Joan Baez, die politisch mit King zusammenarbeitete, zur Hymne der Bürgerrechtsbewegung.

### Birmingham: „Metropole der Rassentrennung“ (King)
King suchte Gründe für die Erfolglosigkeit der Aktionen in Albany und fand sie vor allem in der mangelnden Vorbereitung und Organisation. Zusammen mit seinen Mitstreitern – darunter seine „rechte Hand“, Ralph Abernathy – suchte er neue Ziele und entschied sich für Birmingham (Alabama). Die Gruppe um King entwarf einen konkreten Plan, um die Machthaber zu einer gesetzlich garantierten Gleichheit von Schwarzen und Weißen zu drängen. Zuerst verschmolz das ortsansässige Alabama Christian Movement for Human Rights um Reverend Fred Shuttlesworth („Man muss bereit sein zu sterben, bevor man beginnen kann, wirklich zu leben“) mit der Organisation um King. Es sollten alle Kräfte auf ein Ziel gerichtet werden; die Aktivisten blockierten ausschließlich die Lunch Counters (kleine, nur für Weiße vorgesehene Imbissecken in Kaufhäusern) durch friedliche Sitzproteste. Zudem war ein Boykott der von weißen Geschäftsleuten geführten Kaufhäuser vorgesehen. 250 Freiwillige wurden in Methoden des gewaltlosen Widerstandes eingewiesen. Der Musiker Harry Belafonte half, indem er bei wohlhabenden Schwarzen Geld für diese Proteste sammelte.
Am 3. April 1963 begannen 30 Freiwillige mit den Sitzstreiks. Diese fanden Tag für Tag statt; abends gab es in verschiedenen Kirchen Treffen der Protestierenden mit King. Er hielt dort Reden und versuchte, die Demonstranten zu motivieren. Der Protest fand immer mehr Zulauf; daneben gab es unter den Schwarzen auch einige Gegenstimmen. Es wurde eingewendet, dass die Proteste zum falschen Zeitpunkt kämen oder dass sie die Ruhe störten. Am 10. April verhängte Circuit Judge W. A. Jenkins eine pauschale Verfügung gegen „parading, demonstrating, boycotting, trespassing and picketing“ (Paradieren, Demonstrieren, Boykottieren, unerlaubtes Betreten eines Grundstücks und Aufstellung von Streikposten).
Führer der Kampagne teilten mit, dass sie dieser Verfügung nicht gehorchen würden.
Am 12. April wurden King, Ralph Abernathy, Fred Shuttlesworth und andere Aktivisten vor den Augen von tausenden Demonstranten rüde festgenommen.
Im Gefängnis von Birmingham wurde King ungewöhnlich hart behandelt. Ihm wurde verboten, Kontakt nach draußen herzustellen. Jemand schmuggelte eine Zeitung vom 12. April ins Gefängnis, in der ein offener Brief mit dem Titel „A Call for Unity“ (verfasst von acht weißen Predigern aus Alabama) abgedruckt war. Der Brief kritisierte King und seine Methoden. King schrieb eine Antwort auf diesen Aufruf (Why We Can’t Wait; im Deutschen bekannt als Brief aus dem Gefängnis von Birmingham). Der Brief vom 16. April steigerte Kings Popularität erneut; King wurde nach acht Tagen aus dem Gefängnis entlassen.
King hatte die Idee, auch Kinder und Jugendliche in den Protest einzubinden. Am 2. Mai 1963 wurden 959 Kinder festgenommen, die für die Gleichberechtigung und für integrierte Schulen demonstrierten, in denen Schwarze und Weiße zusammen unterrichtet werden sollten. Einen Tag später ging die Polizei mit massiver Gewalt gegen die Demonstranten vor. Am 4. Mai wurden landesweit Bilder veröffentlicht, die die Brutalität des polizeilichen Vorgehens zeigten. Diese Brutalität tat den Protesten keinen Abbruch; auch die staatliche Gewalt setzte sich fort. Präsident Kennedy schickte einen Referenten des Justizministeriums nach Birmingham, der geheim und parallel zu den Protesten Verhandlungen zwischen der Demonstrationsleitung auf der einen Seite und einflussreichen weißen Geschäftsleuten sowie dem Senior Citizens Committee (Komitee der Stadtältesten) einleiten sollte. Durch den Druck der anhaltenden Demonstrationen kam es am 10. Mai zu einer Einigung. Vereinbart wurde die Aufhebung der Rassenschranken in allen Restaurants der Stadt, die Beseitigung des Verbots für Schwarze, zu Angestellten oder Handelsvertretern aufzusteigen, die Gründung einer gemischten Kommission, die neue Grundlagen für das Verhältnis zwischen Schwarzen und Weißen erarbeiten sollte, sowie die Freilassung der 2500 Schwarzen, die bei den Auseinandersetzungen an den Maitagen inhaftiert worden waren.
Einen Tag später detonierten vor dem Motel, in dem King und sein jüngerer Bruder Alfred Daniel wohnten, zwei Bomben; niemand wurde verletzt. Die Täter stammten wahrscheinlich aus dem Umfeld des Ku-Klux-Klan; sie wurden nie gefasst. Zudem gab es weitere Unruhen, bei denen 50 Menschen verletzt wurden. Kennedy entsandte 3000 Bundessoldaten zur Befriedung in das Krisengebiet, woraufhin sich die Lage entspannte. Morde an schwarzen und weißen Bürgerrechtlern im Süden der USA erschütterten immer wieder die Öffentlichkeit. Die Täter kamen stets aus Kreisen militanter weißer Rassisten. Genannt seien die Ermordung des schwarzen Bürgerrechtlers Medgar Evers im Juni 1963, ein Bombenanschlag auf die 16th Street Baptist Church in Birmingham im September 1963, bei dem vier Mädchen getötet wurden, und die Entführung und Ermordung von drei Bürgerrechtlern im Juni 1964 in Mississippi. Im ersten Fall war der Mörder ein Mitglied des White Citizens’ Council, der offen die Rassentrennung verteidigte. Bei den anderen Morden gehörten die Täter dem Geheimbund Ku-Klux-Klan an, in dem sich auch Polizisten aus den Südstaaten engagierten.

### Marsch auf Washington, Friedensnobelpreis

#### Ausgangssituation

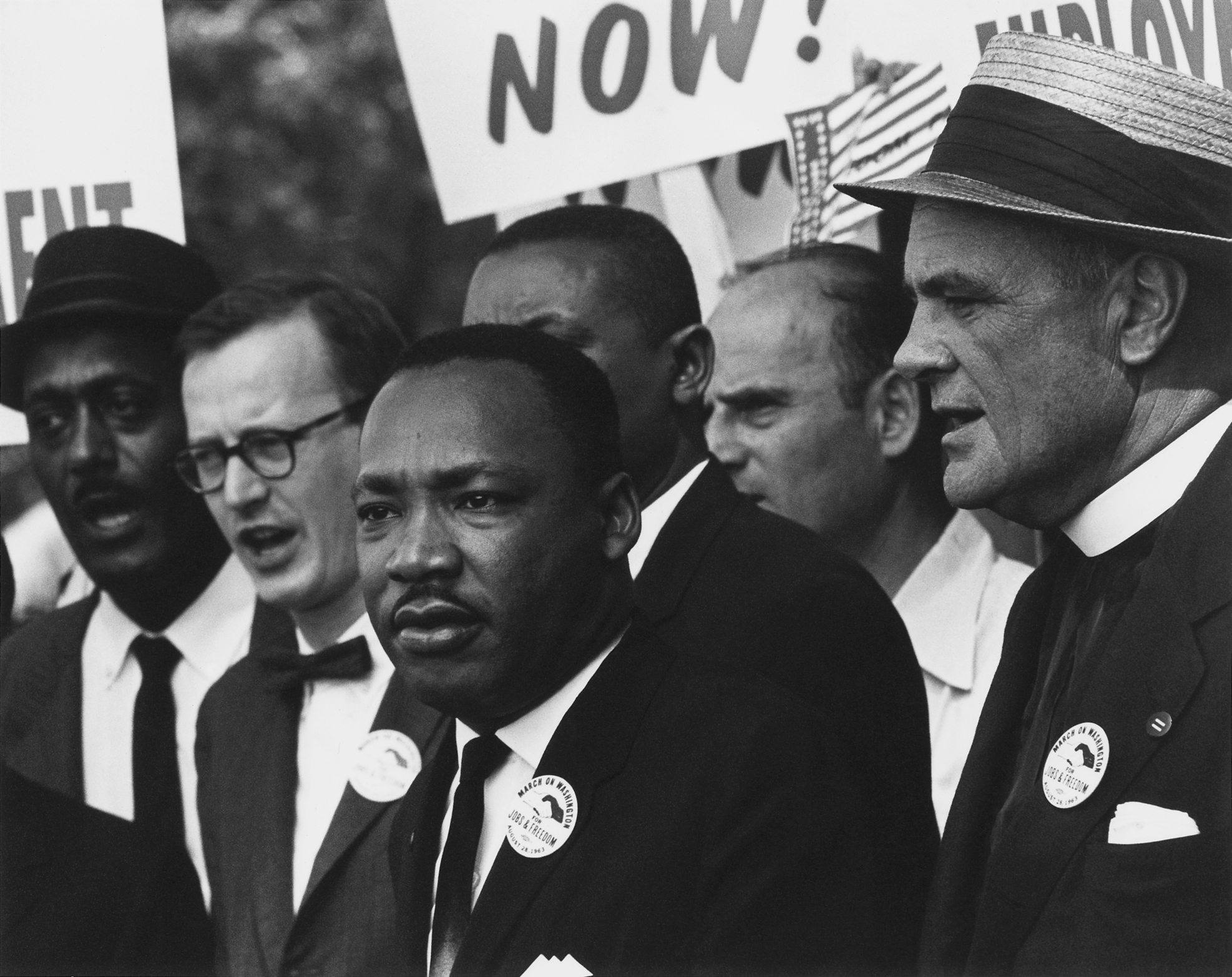
King auf dem Marsch auf Washington, 1963

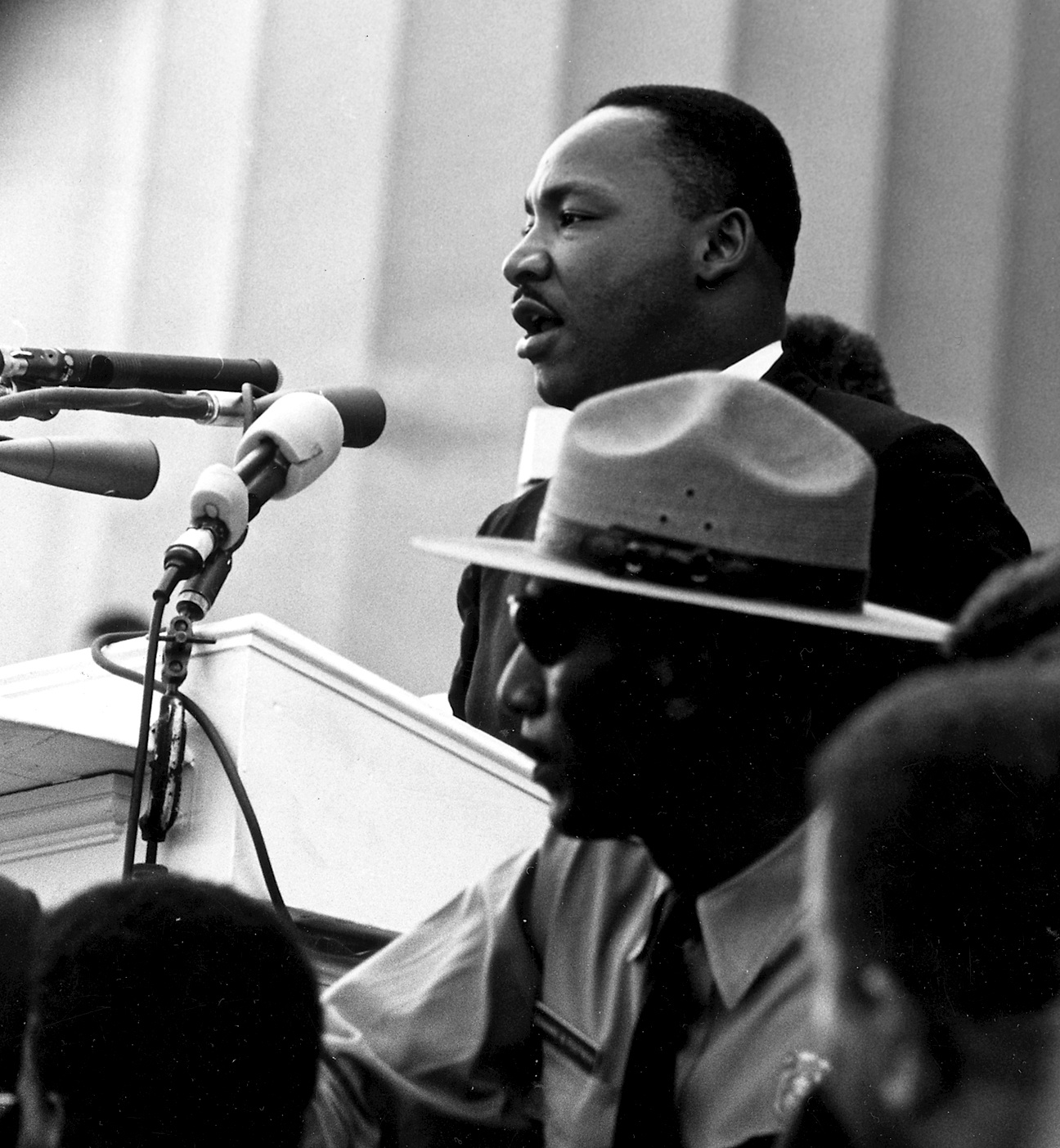
Martin Luther King hält seine Rede I Have a Dream am 28. August 1963

In dieser Zeit entwickelten viele Schwarze ein starkes Selbstbewusstsein. Sie bekannten sich zu ihrer afrikanischen Abstammung und zur Kultur ihres Herkunftskontinent und wehrten sich vermehrt gegen Beschimpfungen als dummer „Jim Crow“ und gegen andere alltägliche Erniedrigungen. Das Selbstverständnis führte aber bei einer Minderheit auch zu einem schwarzen Nationalismus, der im Gegensatz zu den Vorstellungen Kings von einem friedlichen Zusammenleben aller Amerikaner stand.

#### March on Washington for Jobs and Freedom
Präsident Kennedy legte als Reaktion auf die anhaltenden Demonstrationen am 19. Juni 1963 dem US-Kongress eine Gesetzesvorlage (Civil Rights Act) zur weitgehenden landesweiten Gleichberechtigung vor. Im Sommer 1963 wurde innerhalb von vier Monaten 841 Mal in 196 Städten demonstriert. Am 22. Juli trafen Führer mehrerer Schwarzenbewegungen mit dem Präsidenten im Weißen Haus zusammen, wo Kennedy versuchte, King und die anderen davon zu überzeugen, dass der geplante Marsch auf Washington für Arbeit und Freiheit in Washington, D.C. angesichts der Gesetzesvorlage zu einem ungünstigen Zeitpunkt komme. Doch King wollte die Demonstration wie geplant verlaufen lassen. Der Marsch sollte nochmals, diesmal in der Landeshauptstadt, die Massen für Probleme der Schwarzen sensibilisieren und konservative Politiker zu einem Einlenken bewegen.
An der friedlichen Demonstration am 28. August 1963 beteiligten sich mehr als 250.000 Menschen, darunter 60.000 Weiße und neben King sechs weitere schwarze Führer (u. a. Asa Philip Randolph), auch um die Bürgerrechts-Gesetzgebung Präsident Kennedys zu unterstützen. Hier hielt King seine bekannteste Rede, die unter dem Titel I Have a Dream in die Geschichte eingegangen ist. Nach dem Marsch auf Washington begann FBI-Chef Hoover, King und andere Bürgerrechtler intensiv bespitzeln zu lassen.

#### Juli 1964: Verkündung des Gesetzes zur Aufhebung der Rassentrennung

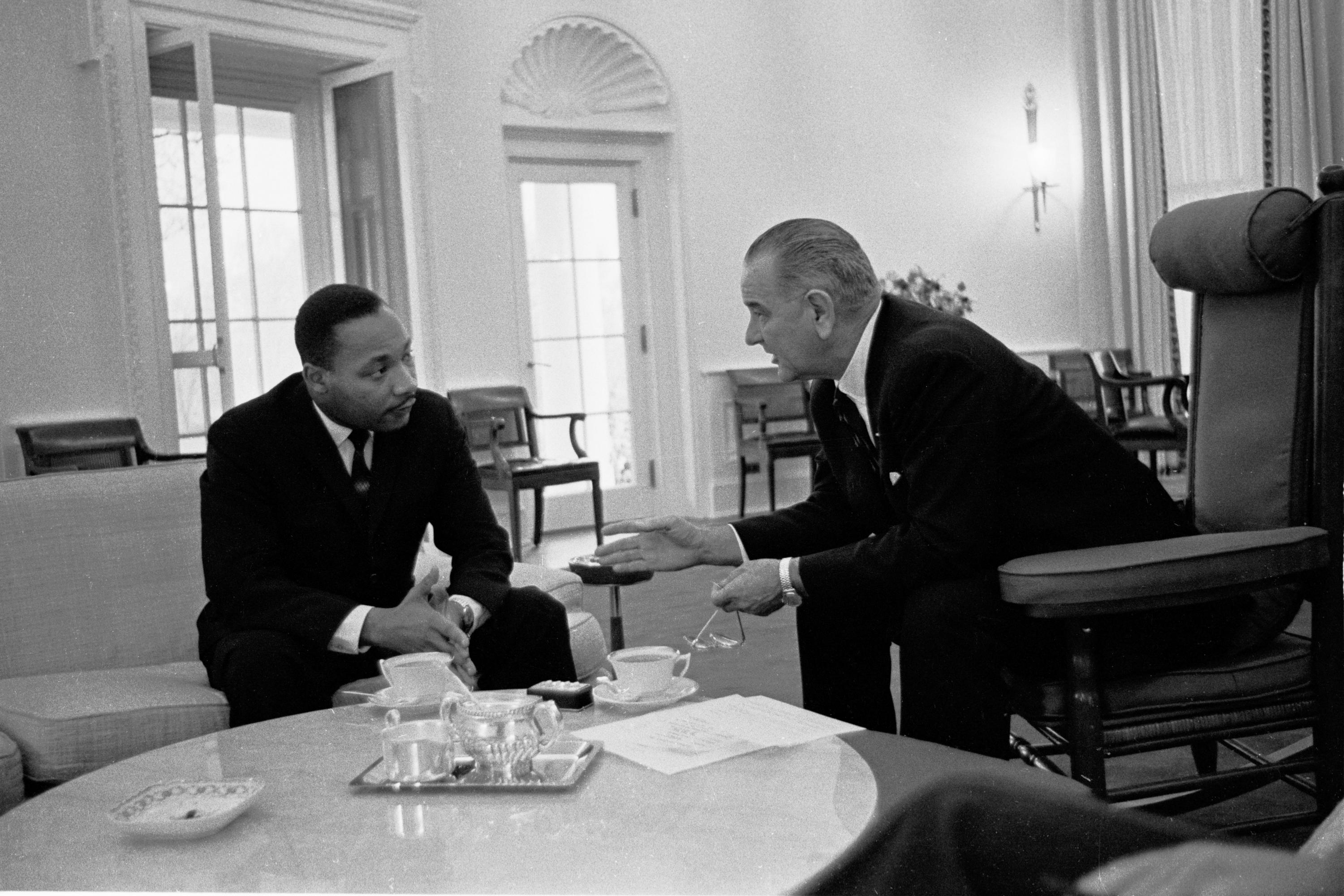
Martin Luther King mit Präsident Lyndon B. Johnson im Oval Office

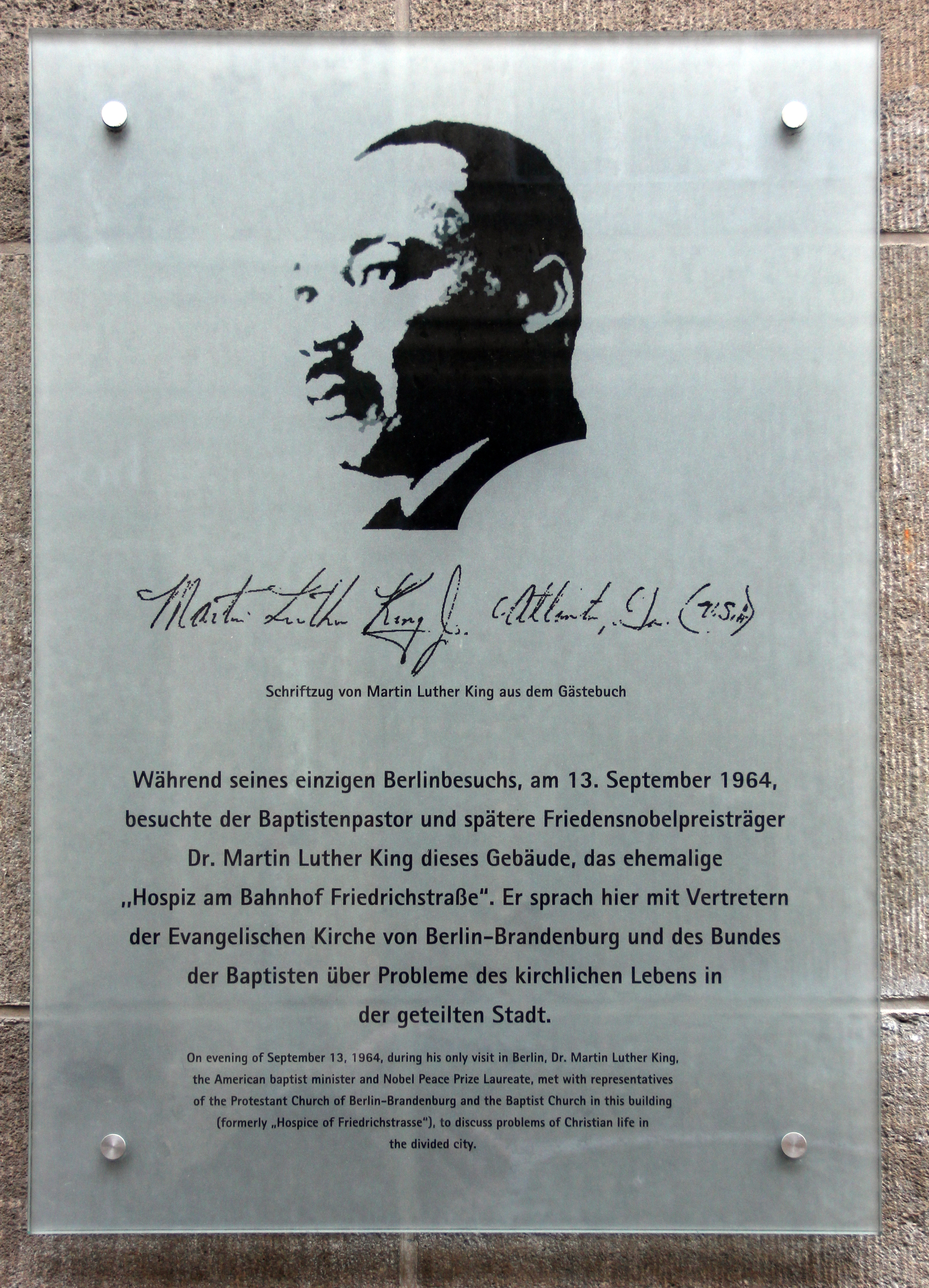
Gedenktafel am Haus Albrechtstraße 8 in Berlin-Mitte

Die Ermordung Kennedys am 22. November 1963 schockierte die Bürgerrechtsbewegung. Doch sein Nachfolger, Präsident Lyndon B. Johnson, unterstützte ebenfalls die Forderung nach Gleichberechtigung von Afroamerikanern. Am 2. Juli 1964 unterzeichnete der neue Präsident im Beisein Kings im Rahmen einer Zeremonie den Civil Rights Act of 1964, der die Rassentrennung aufhob. Vor der Beschlussfassung hatten 19 Senatoren versucht, durch sich über 57 Tage hinziehende Dauerreden die Entscheidung hinauszuzögern und doch noch eine Mehrheit für das Gesetz zu verhindern. Nach dessen Verkündung weigerten sich der Gouverneur von Alabama George Wallace und der Gouverneur von Mississippi, Paul Johnson, es anzuerkennen.

#### September 1964: Weltkongress der Baptisten in Amsterdam, Deutschlandreise
Im September 1964 besuchte King den in Amsterdam stattfindenden Weltkongress der Baptisten. Am 13. September predigte er vor 20.000 Menschen in der West-Berliner Waldbühne und in zwei Ost-Berliner Kirchen, der Marienkirche am Alexanderplatz und der Sophienkirche. King war unangekündigt von West- nach Ost-Berlin gereist, auch gegen den Willen der amerikanischen Behörden, die seinen Ausweis eingezogen hatten. Die von King stattdessen vorgezeigte Kreditkarte wurde am Grenzübergang Checkpoint Charlie als Ausweis akzeptiert; Auslöser war, dass 14 Stunden zuvor DDR-Grenzposten den über die Berliner Mauer flüchtenden, damals in der DDR bekannten Jockey Michael Meyer beschossen und schwer verletzt hatten: ein amerikanischer Sergeant rettete diesem das Leben, indem er den Schwerverletzten aus dem Todesstreifen in den Westen zog. King kritisierte in Ost-Berlin in den überfüllten Kirchen vor Tausenden Menschen „trennende Mauern der Feindschaft“ und überbrachte ihnen Grüße aus der ganzen Welt:

„Hier sind von beiden Seiten der Mauer Gottes Kinder. Und keine durch Menschenhand gemachte Grenze kann diese Tatsache auslöschen. Ohne Rücksicht auf die Schranke der Rasse, des Bekenntnisses, der Ideologie oder Nationalität gibt es eine untrennbare Bestimmung: Es gibt eine gemeinsame Menschlichkeit, die uns für die Leiden untereinander empfindlich macht. In diesem Glauben können wir aus dem Berg der Verzweiflung einen Stein der Hoffnung schlagen. In diesem Glauben werden wir miteinander arbeiten, miteinander beten, miteinander kämpfen, miteinander leiden, miteinander für die Freiheit aufstehen in der Gewissheit, dass wir eines Tages frei sein werden. … Halleluja!“

#### Dezember 1964: Friedensnobelpreis
Am 11. Dezember 1964 erhielt King in Oslo den Friedensnobelpreis. Das Preisgeld in Höhe von 54.000 US-Dollar spendete er für einen Fonds seiner Bewegung. Das US-Nachrichtenmagazin Time ernannte den Bürgerrechtler zum „Mann des Jahres 1963“.

### Selma
In der Kleinstadt Selma bei Montgomery versuchte King 1965 mittels Demonstrationen, die vorbehaltlose Aufnahme Schwarzer in die Wählerlisten zu erreichen. Damals musste ein Schwarzer etwa Fragen zur amerikanischen Geschichte oder zur Verfassung richtig beantworten, bevor er sein Wahlrecht wahrnehmen konnte.
Zuerst organisierte King mehrere Märsche auf das Gerichtsgebäude von Selma. Doch Tag um Tag trieb die Polizei unter Sheriff Jim Clark die Demonstrierenden auseinander, viele von ihnen wurden festgenommen. Nachdem ein Polizist den schwarzen Holzfäller Jimmy Jackson erschossen hatte, entschloss sich King, eine große Demonstration in das nahegelegene Montgomery, Hauptstadt von Alabama, zu organisieren. Doch wurden die Demonstranten bei zwei Versuchen bereits hinter Selmas Stadtgrenze von der Polizei auseinandergetrieben. Erst ein dritter Marsch erreichte – unter dem Schutz von Soldaten der US Army und der Nationalgarde, die Präsident Johnson gesandt hatte – im März 1965 sein Ziel. Johnson hatte die Forderung Kings nach einem neuen Gesetz zur Stärkung des Wahlrechts von Schwarzen und anderen Minderheiten unterstützt, war jedoch anfangs skeptisch, was die Möglichkeiten, es im Kongress umzusetzen, betraf.
Nach dem Marsch von Selma änderte der Präsident seine Einschätzung und sprach sich im März 1965 energisch für ein neues Wahlrechtsgesetz aus. Im Sommer des Jahres verabschiedete der Kongress den Voting Rights Act, den Johnson am 6. August 1965 im Beisein Kings und anderer Vertreter der Bürgerrechtsbewegung unterzeichnete. Das Gesetz erklärte diskriminierende Wahltests für unzulässig und sieht die Entsendung von Wahlbeobachtern in Regionen vor, wo Diskriminierungen als besonders wahrscheinlich gelten.

### Gewalttätige Aufstände im ganzen Land – gewaltfreie Versuche in Chicago
Da trotz aller Gesetze und Gerichtsurteile der Rassismus und die soziale Ungerechtigkeit in den Vereinigten Staaten weiter anhielten, bildete sich ein radikaler Flügel innerhalb der Bürgerrechtsbewegung. Er wurde vor allem durch die Black Muslims mit ihrem charismatischen Anführer Malcolm X und die Black Panther Party vertreten. Diese beiden gewaltbereiten Gruppierungen waren aber hauptsächlich in den Großstädten des Nordens und Kaliforniens vertreten, wo die gewaltlosen Ideen Kings einen schweren Stand hatten. Als Gründe dafür werden oft die größere Anzahl Schwarzer in den Ghettos der Großstädte sowie die vollkommene Perspektivlosigkeit angegeben. Denn während Schwarze des Südens oft hofften, in den „gerechten“ Norden fliehen zu können, gab es solche Hoffnungen für Schwarze im Norden nicht.
Am 11. August 1965 war in Watts, einem Wohnbezirk im Süden von Los Angeles, Kalifornien, ein nicht geplanter, gewalttätiger Aufstand von Schwarzen entbrannt, bei dem vor allem Geschäfte von Weißen zu Schaden kamen. Weitere Städte folgten, wenn auch mit weniger dramatischen Ausschreitungen. Angesichts dieser Unruhen wollte King auch im Norden der Vereinigten Staaten einen gewaltfreien Widerstand forcieren, was er zunächst in Chicago versuchte. Hier traf er jedoch auf Widerstand von Führern lokaler Schwarzen-Organisationen, die seine Einmischung nicht akzeptierten. In der Metropole im Norden der USA waren unverhältnismäßig hohe Mieten in den Stadtteilen, in denen vornehmlich Schwarze wohnten, und mangelnde Ausstattung der Schulen die Hauptprobleme. Durch einen Mietboykott und Demonstrationen sollten die verantwortlichen Politiker zum Handeln gezwungen werden.
Im Verlauf der Bürgerrechtsaktivitäten kam Martin Luther King die Idee, die symbolhafte Aktion seines Namenspatrons Martin Luther, dessen Thesenanschlag zu Wittenberg aus dem Jahr 1517, in Chicago nachzuahmen. Am traditionellen „Freiheitssonntag“, dem 10. Juli 1966 hielt er im Football- und Fußballstadion Soldier Field vor „36.000 Zuhörern eine programmatische Rede. Dann führte er die Menge zum Rathaus. Unter Jubel heftete er 48 Thesen an die Metalltür. […] Hatte Martin Luther 1517 in Wittenberg in seinen 95 Thesen den geschäftsmäßigen Ablasshandel der Kirche angeprangert, so prangerte King 1966 in Chicago vorrangig die Geschäftemacherei mit Unterprivilegierten im Schwarzenghetto der Großstadt an.“ King wandte sich an die Verantwortlichen in Gesellschaft und Wirtschaft und forderte Verbesserungen der Wohn-, Bildungs- und Arbeitsverhältnisse ein.
„Er forderte öffentlichen Wohnungsbau, Kindergärten, eine funktionierende Müllabfuhr, Straßenreinigung und einen Gebäudekontrolldienst für die von Vermietern vernachlässigten Wohnungen im Getto und öffentliche Toiletten. Er verlangte Ausbildungsplätze und Beschäftigungsmöglichkeiten für Schwarze und Latinos nicht nur auf unterster Ebene sowie einen Mindestlohn in Höhe von zwei Dollar. Zudem forderte er eine Beschwerdestelle für Polizeigewalt, polizeiliche Übergriffe und willkürliche Verhaftungen. Gemeinnützige Organisationen sollten aus staatlichen Mitteln mitfinanziert werden. Weiter verlangte King die Durchsetzung des Wahlrechts auf Grundlage des Bürgerrechtsgesetzes von 1964.“
Bei der Kundgebung wurden konkrete Forderungen gestellt: Doppeltes Budget für alle Schulen, bessere Verkehrsanbindungen für die Ghettos sowie der Bau von neuen Stadtteilen mit niedrigeren Mieten. Es kam zu vielen weiteren Demonstrationen, bis man sich auf ein Neun-Punkte-Programm einigte, das jedoch nahezu wirkungslos blieb. Am 31. Juli wurde King während einer dieser Demonstrationen von einem Ziegelstein am Kopf verletzt. Auch der Mietboykott hatte nicht zum Einlenken der Wohnungseigentümer geführt und die Mieten blieben unverändert. 1966 wurde King in die American Academy of Arts and Sciences gewählt.

### Marsch nach Jackson
1966 fand ein von mehreren schwarzen Führern, darunter auch King, angeführter 350 Kilometer langer Marsch von Memphis, Tennessee, nach Jackson, der Hauptstadt des Bundesstaats Mississippi, statt. Der erste schwarze Absolvent der Universität von Mississippi, James Meredith, war auf dem gleichen Marsch angeschossen worden und man plante, ihm zu Ehren den Weg fortzusetzen. Mit der Demonstration, an der zum Ende hin bis zu 15.000 Personen teilnahmen, wollte man außerdem für die konsequente Umsetzung des Civil Rights Act of 1964 protestieren.
Während des Marsches herrschte eine starke Gewaltbereitschaft und es wurden heftige Diskussionen zwischen den Führern der jeweiligen Organisationen über das Thema Gewaltanwendung geführt. Auch verkündete Stokely Carmichael während einer Rede zum ersten Mal die „Black Power“-Lösung. Mitte April 1967 führte King eine Demonstration von etwa 200.000 Menschen durch New York City und im Oktober 1967 flog er nach Birmingham, wo er wegen eines früheren Urteils eine Haftstrafe von fünf Tagen ableisten musste.

### Vietnamkrieg
King wandte sich ab 1966 mehr und mehr gegen den Vietnamkrieg, was nicht alle seine Weggefährten erfreute. Wie viele weiße Amerikaner standen auch große Teile der schwarzen Bevölkerung auf Seiten der Befürworter dieses Krieges, zudem gab es kaum Unterstützung von den Gewerkschaften. Viele Bürgerrechtler befürchteten, dass sich die Bürgerrechtsbewegung mit einer Parteinahme gegen den Krieg selber schaden würde, weil Präsident Johnson benötigte Mittel für sie streichen lassen würde. Zudem nahmen die Spenden seit der Argumentation gegen den Vietnamkrieg rapide ab. Doch King wich nicht zurück, er ging von da an den eingeschlagenen gewaltlosen Weg nicht nur gegen die Rassentrennung im Süden, sondern auch zunehmend gegen Armut und Krieg (einen Krieg, dessen amerikanische Tote in den Südstaaten der USA auf getrennten Friedhöfen für Weiße und Schwarze bestattet werden mussten). In diesem Zusammenhang argumentierte er oft, dass viele Milliarden US-Dollar, mit denen große soziale Probleme behoben werden könnten, in den Krieg investiert würden. Er versuchte, nun für alle benachteiligten Menschen, insbesondere natürlich immer noch für die schwarze Bevölkerung, bessere Lebensbedingungen zu erreichen.
King wurde so zur persona non grata im Weißen Haus und vor allem auch beim FBI unter Chef Hoover. Die Zusammenarbeit mit der Antikriegsbewegung und deren weißen Führern sowie seine Pläne, unter anderem im Jahr 1968 einen Poor People’s March (etwa: Marsch armer Leute) nach Washington zu organisieren, fanden immer mehr Kritiker. Bei diesem Marsch wollte sich King auch für die anderen Minderheiten des Landes einsetzen.

## Attentat

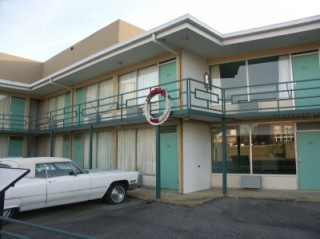
Im Lorraine Motel in Memphis, auf dessen Balkon King erschossen wurde, befindet sich heute das National Civil Rights Museum.

Martin Luther Kings Grab nahe dem King Center in Atlanta

Martin Luther King entschloss sich, angesichts des anstehenden Poor People’s March, einem Protestmarsch zugunsten streikender Müllwerker, zuerst in Memphis, Tennessee zu demonstrieren und sich nochmals für die (soziale) Gleichberechtigung aller einzusetzen. Außerdem konnte man den Besuch in Memphis als eine Art Test sehen, wie stark die Massen auf ihn reagieren würden.
Am 3. April 1968 sagte er in seiner berühmten Rede I’ve been to the mountaintop, dass er das Gelobte Land (Original: Promised Land) gesehen habe und deshalb nichts und niemanden fürchte und sich deshalb keine Sorgen um ein langes und erfülltes Leben mehr mache. Die Formulierung spielt auf eine Stelle im Buch Deuteronomium (34, 1–5) an, in der Mose kurz vor seinem Tod vom Berg Nebo aus das den Israeliten von Gott versprochene Land Kanaan sieht, das zu erreichen ihm selbst jedoch versagt bleibt. Daher wurde der Satz vielfach als prophetische Todesahnung gedeutet. King sprach noch einmal mit den Demonstranten, um sie von der Gewaltlosigkeit zu überzeugen und legte den 8. April als neuen Termin für eine Demonstration fest.
Am 4. April 1968 um 18:01 Uhr wurde Martin Luther King auf dem Balkon des Lorraine Motels von dem mehrfach vorbestraften Rassisten James Earl Ray erschossen.

### Nachwirkungen
In über 110 Städten der USA kam es nach der Ermordung Kings zu Krawallen, bei denen insgesamt 39 Menschen ums Leben kamen, 2.000 verletzt und 10.000 Personen festgenommen wurden. Besonders Washington D.C. wurde von sehr schweren Unruhen erschüttert.
Am 8. April 1968 führte Coretta Scott King den von ihrem Mann geplanten Protestmarsch durch Memphis. Etwa 35.000 Menschen nahmen friedlich an ihm teil. Präsident Johnson wollte am selben Tag in einer Rede ein umfangreiches Hilfsprogramm für Schwarze in Aussicht stellen. Da sich die Lage aber schon bald nach Kings Tod normalisiert hatte und der Kongress protestierte, wurde die Rede zuerst verschoben und dann gänzlich abgesetzt. Der US-Kongress verabschiedete am 11. April 1968 ein Gesetz für die Gleichberechtigung bei den Mietpreisen und beim Erwerb von Wohneigentum (Civil Rights Act of 1968; auch Fair Housing Act genannt).
In West-Berlin sollte am 12. April 1968 um 15 Uhr am Lehniner Platz eine Solidaritätsdemonstration für „Black Power“ unter dem Motto „Auch unsere Geduld ist zu Ende!“ stattfinden. Das Attentat auf Rudi Dutschke, das am Vortag nur wenige Meter entfernt stattgefunden hatte, überschattete dieses Ereignis jedoch und bestimmte die Inhalte der Demonstration maßgeblich mit.

### Beisetzung
Martin Luther King Jr. wurde am 9. April 1968 auf dem South View Cemetery, einem Friedhof für Schwarze in Atlanta, beerdigt. 50.000 Menschen folgten seinem Sarg. 1977 ließen ihn seine Angehörigen in die Nähe des King Centers umbetten, wo er nun zusammen mit seiner Frau bestattet liegt. Auf seinem Grabstein stehen die Worte eines alten Negro Spiritual, mit denen er seine Rede I Have a Dream beschloss – ein „ich“ ersetzt das „wir“: “Free at last! Free at last! Thank God Almighty, I’m free at last!” („Endlich frei! Endlich frei! Dank sei Gott dem Allmächtigen, ich bin endlich frei!“).
An einem Trauergottesdienst in der Kirche, in der er als Pfarrer tätig gewesen war, nahmen viele Prominente wie beispielsweise der damalige Vizepräsident Hubert H. Humphrey, Senator Robert F. Kennedy, der republikanische Präsidentschaftskandidat Richard Nixon und der New Yorker Gouverneur Nelson Rockefeller teil.

### Juristische Aufarbeitung und Verschwörungstheorien
Vor dem Eingang des gegenüberliegenden Motels wurde ein Remington-Gewehr mit den Fingerabdrücken von James Earl Ray gefunden, das die Behörden als Tatwaffe einstuften und das Ray auf seiner Flucht fallen gelassen haben soll. Das FBI und Sachverständige konnte damals nur bestätigen, dass der tödliche Schuss aus einer Waffe dieses Typs abgegeben wurde. Die ballistischen Untersuchungsmethoden waren damals jedoch noch nicht ausgereift genug, um das verwendete Projektil einer konkreten Schusswaffe zuordnen zu können. Ray gestand die Tat und wurde unter Berücksichtigung seines Geständnisses zu 99 Jahren Haft verurteilt. Wenige Tage später widerrief er sein Geständnis.
Seit dem Attentat kursierten Gerüchte über eine Verschwörung durch die US-Regierung, die CIA, das FBI, die Mafia oder militante Vietnamkriegsbefürworter. Untersuchungen von US-Justizministerium, Repräsentantenhaus und Staatsanwaltschaft kamen immer zu dem Ergebnis, Ray habe geschossen und es sei nicht sicher, ob er Helfer gehabt habe.
1999 kamen die Geschworenen eines Zivilprozesses überein, das Attentat auf King sei eine Verschwörung zwischen Mitgliedern der Mafia und der US-Regierung gewesen. Eine erneute, 18-monatige Untersuchung des US-Justizministeriums im Jahr 2000 wies die Ergebnisse dieses Zivilverfahrens zurück, da sie auf Hörensagen und voreingenommenen Zeugen basiere. Es gebe für eine Verschwörung keine Beweise; nicht alle Ungereimtheiten des Falles seien restlos aufgeklärt.
1995 veröffentlichte William F. Pepper, der Rechtsanwalt des angeblichen Täters, nach jahrzehntelangen Recherchen das Buch Orders to Kill: The Truth Behind the Murder of Martin Luther King. 2003 veröffentlichte er An Act of State. The execution of Martin Luther King. Es erschien im selben Jahr in einer deutschen Übersetzung (Die Hinrichtung des Martin Luther King – Wie die amerikanische Staatsgewalt ihren Gegner zum Schweigen brachte).

## King und das FBI
King hatte ein auf gegenseitiger Feindseligkeit beruhendes Verhältnis zum FBI, der Hauptermittlungsbehörde des US-amerikanischen Justizministeriums. Besonders der damalige FBI-Chef J. Edgar Hoover hegte starke Antipathien gegen King. Das FBI begann 1961, King und andere Funktionäre der SCLC zu beobachten. Die Untersuchungen verliefen recht oberflächlich, bis man 1962 herausfand, dass einer von Kings engsten Beratern der New Yorker Anwalt Stanley Levison war. Levison wurde vom FBI verdächtigt, mit der Kommunistischen Partei der USA zusammenzuarbeiten, was FBI-Mitarbeiter bei dem damals weit verbreiteten Antikommunismus für ein Warnsignal hielten.
Das FBI platzierte daraufhin Abhörgeräte in Levisons und Kings Zuhause sowie an deren Bürotelefonen und verwanzte auch die Hotelzimmer von King auf seinen Reisen durch die USA. Es wurden auch der damalige US-Präsident John F. Kennedy und der damalige General-Bundesanwalt Robert F. Kennedy informiert, die beide erfolglos versuchten, King davon zu überzeugen, sich von Levison zu trennen. King wies alle Vorwürfe, er hätte Kontakt zu Kommunisten, unnachgiebig zurück. King sagte dazu einmal: „there are as many communists in this freedom movement as there are Eskimos in Florida“ (etwa: „es gibt so viele Kommunisten in dieser Freiheitsbewegung wie Eskimos in Florida“), woraufhin Hoover King als „the most notorious liar in the country“ („den notorischsten Lügner des Landes“) bezeichnete.
Um King öffentlich als Kommunisten zu brandmarken, baute man auf dem Gefühl vieler Segregationisten auf, die Schwarzen wären eigentlich glücklich mit ihrem Los in der Gesellschaft, würden aber von Kommunisten oder anderen „Aufhetzern“ zum Protest animiert. Führer einiger Schwarzen-Organisationen erwiderten daraufhin, dass oftmals fehlende Bildung und Arbeitsplätze, Diskriminierung und Gewalt die Gründe für die Stärke der Bürgerrechtsbewegung seien und dass die Schwarzen die Intelligenz und Motivation hätten, sich autonom zu organisieren.

Anonymer Brief vom FBI an King

Später konzentrierte sich das FBI darauf, King durch Enthüllungen in Bezug auf sein Privatleben zu diskreditieren. FBI-Überwachungen von King (einige sind inzwischen veröffentlicht) zeigen, dass er zahlreiche außereheliche Affären hatte. Berichte über solche Vorkommnisse wurden auch von Kings Weggefährten (inklusive seines engen Freundes Ralph Abernathy) zur Verfügung gestellt. Das FBI verteilte diese Ermittlungsergebnisse an die Exekutive, freundlich gesinnte Journalisten, potenzielle Koalitionspartner, Geldquellen des SCLC und an Kings Familie.
Es wurden auch anonyme Briefe an King versendet, in denen gedroht wurde, dass private Informationen veröffentlicht würden, wenn er nicht seine bürgerrechtliche Arbeit einstelle. Diese Aktivitäten fanden im Rahmen des geheimen FBI-Programms COINTELPRO statt, dessen Ziel es war, als politisch gefährlich eingestufte Personen durch Methoden wie anonyme Diskreditierung zu zermürben.
Schließlich ließ man von Kings persönlichem Leben ab und konzentrierte sich auf nachrichtendienstliche Informationen sowie die Arbeit der Spionageabwehr in Bezug auf die SCLC und die übrige Bürgerrechtsbewegung. Der Großteil der Ergebnisse der Abhörarbeit des FBI ist bis 2027 nicht für die Öffentlichkeit zugänglich. Allerdings wurden Teile der Dokumente zuvor öffentlich, weil US-Präsident Donald Trump angeordnet hatte, Regierungsdokumente mit Bezug auf die Ermordung von John F. Kennedy zu publizieren. Der Historiker David Garrow, der für seine Biographie von Martin Luther King den Pulitzer-Preis gewonnen hat, wertete diese aus und fasste sie in einem Beitrag für das britische Magazin Standpoint zusammen. Demnach habe King Orgien gefeiert und Prostituierte frequentiert. Zudem soll King bei einer Vergewaltigung zugeschaut und gelacht haben, so steht es jedenfalls in einer handgeschriebenen Notiz, die den Dokumenten beiliegt. Garrow wurde daraufhin von anderen Historikern stark kritisiert, die ihm Unverantwortlichkeit vorwerfen. Die Beschuldigung, King sei bei einer Vergewaltigung anwesend gewesen, stütze sich auf eine Notiz. Die Notiz soll den Inhalt einer Tonaufnahme zusammenfassen, die erst 2027 veröffentlicht wird und wurde zu einer Zeit verfasst, während King stark diskreditiert wurde.
Am 28. März 1968, acht Tage vor seinem Tod, endete in Memphis eine von King angeführte Demonstration zum ersten Mal in Krawallen, Plünderungen und Bränden; die Polizei setzte Tränengas ein.
Auch während des Attentats auf King wurde dieser von FBI-Beamten observiert. Sie waren die ersten, die nach dem Schuss auf King zu ihm eilten und versuchten erste Hilfe zu leisten.

## Fragwürdige Autorenschaft
Schon früh begann King Texte zu kopieren. Für einen Schülerwettbewerb kopierte er Passagen aus einer Rede, die er in dem Buch Fifty Orations that have won prizes in speaking contests fand.
Anfang der 1980er Jahre kamen Plagiatsvorwürfe bezüglich Kings Doktorarbeit auf. Eine offizielle Untersuchung der Boston University stellte fest, dass King Teile seiner Doktorarbeit von anderen Autoren kopiert hatte, ohne dies zu kennzeichnen. Die Boston University entschied sich, den Doktortitel dennoch nicht nachträglich zu annullieren, da seine Doktorarbeit trotz der abgeschriebenen Passagen einen eigenen Anteil enthält, der einen intelligenten Beitrag zur Wissenschaft darstellt. Die Arbeit wurde mit einem Zusatz versehen, der darauf hinweist, dass sie in Teilen nicht über eine korrekte Kennzeichnung der Autorschaften verfügt.
Solche „textliche Aneignung“, wie es der King-Gelehrte Clayborn Carson nannte, war offensichtlich eine Angewohnheit, die von Kings früher akademischer Karriere herrührte. So entlieh er große Teile seiner Reden von anderen Pfarrern oder weißen Protestanten, die im Radio predigten. Während ihn einige politische Gegner aufgrund dieser Erkenntnisse kritisierten, versuchten die meisten Gelehrten, die sich mit King auseinandergesetzt haben, diese „textliche Aneignung“ in einen größeren Zusammenhang zu stellen. Keith Miller beispielsweise, ein Experte auf dem Gebiet der Plagiate Kings, argumentiert, dass „solche Praktiken in die Tradition der afro-amerikanischen Volkspredigten fallen“ und daher nicht zwangsläufig als Plagiat bezeichnet werden sollten.

## Nachleben
Seit seinem Tod ist Kings Ruf zu einem der meistverehrten Namen in der US-amerikanischen Geschichte angewachsen. Er wird oft mit Abraham Lincoln verglichen: beide Männer waren Führer, die sich stark für die Menschenrechte und gleiche Chancen für alle einsetzten – und unter anderem deswegen ermordet wurden. Auch veröffentlichte Tatsachen über die Plagiate in Teilen seiner Doktorarbeit und die Behauptung ehelicher Untreue konnten sein Ansehen in der Öffentlichkeit nicht ernsthaft beschädigen, sondern untermauerten eher noch das Bild eines sehr menschlichen Helden und Führers. So belegte King bei einer Wahl der „größten Amerikaner aller Zeiten“ beim US-amerikanischen Kabelfernsehsender Discovery Channel den dritten Platz. Historiker wie Jeanne Theoharis und Jacquelyn Dowd Hall beobachten in dieser Erinnerungskultur jedoch auch eine Entpolitisierung des Erbes von MLK.
Den Besuch Kings im September 1964 in Berlin haben Schüler zweier Berliner Schulen erforscht und im King-Code-Projekt dargestellt.

### Ehrungen nach dem Tod

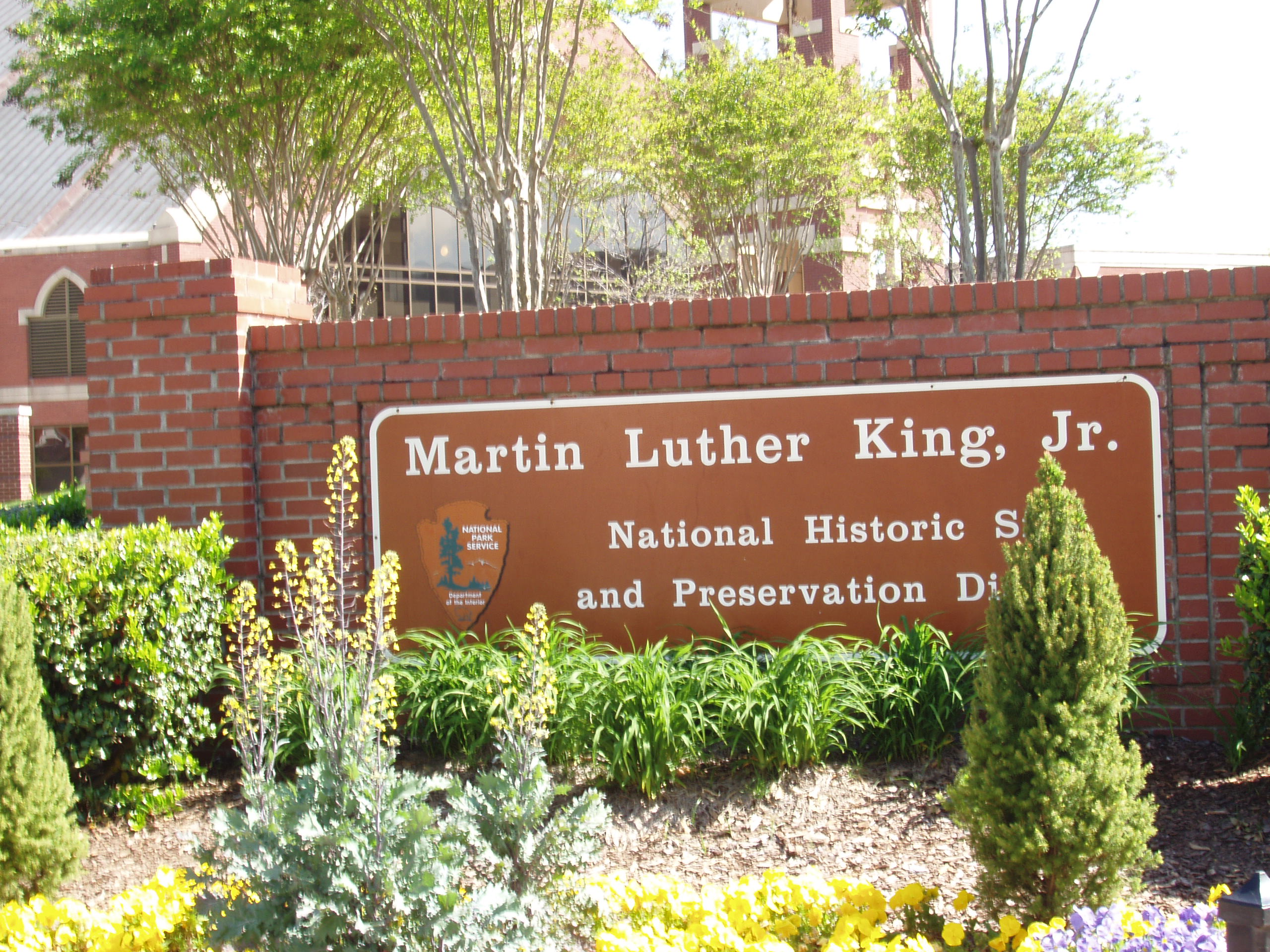
Martin Luther King, Jr. – National Historic Site & Preservation District

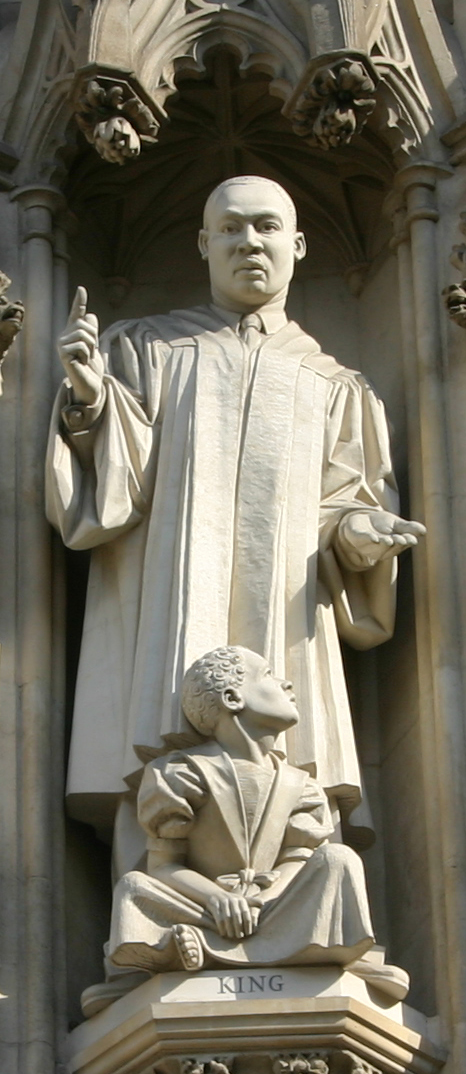
King-Statue an der Westminster Abbey, Teil des Märtyrer-Denkmals (10 Märtyrer des 20. Jahrhunderts)

1977 wurde King posthum mit der Freiheitsmedaille („The Presidential Medal of Freedom“) geehrt, der höchsten zivilen Auszeichnung in den USA.
1978 erhielt er den Menschenrechtspreis der Vereinten Nationen.
1980 wurden Kings Geburtshaus und einige weitere Gebäude in der Umgebung zur National Historic Site (etwa: Ort von nationaler historischer Bedeutung) erklärt.
1981 wurde der Asteroid (2305) King nach ihm benannt.
1986 wurde nicht zuletzt auf Betreiben des Musikers Stevie Wonder ein nationaler Feiertag zu Ehren Kings eingerichtet, der Martin Luther King Day, der jedes Jahr am dritten Montag im Januar begangen wird. Am 18. Januar 1993 zelebrierten zum ersten Mal alle Regierungen der 50 US-Bundesstaaten offiziell diesen Feiertag.
1987 kaufte die „Martin Luther King Jr. Memorial Foundation“ das Lorraine Motel und wandelte es in das „National Civil Rights Museum“ um.
Seit dem Tod Kings engagierte sich auch seine Ehefrau Coretta Scott King auf Gebieten wie soziale Gerechtigkeit oder Bürgerrechte. Noch im selben Jahr, in dem King ermordet wurde, rief sie das King Center in Atlanta ins Leben. Ziel war es, das Vermächtnis Kings zu bewahren und an sein Engagement für friedliche Konfliktlösung und weltweite Toleranz zu erinnern. Kings Sohn Dexter ist derzeit Präsident und Vorstandsvorsitzender des Centers.
Viele Städte der USA haben eine ihrer Straßen nach dem Bürgerrechtler benannt und in Harrisburg, Pennsylvania, trägt das Rathaus Kings Namen. In den USA und vielen weiteren Ländern wurden Schulen und Kirchen nach ihm benannt. In Amsterdam wurde 1968 der Martin-Luther-Kingpark nach ihm benannt.
2010 versuchte man erneut, Kings Konterfei auf US-amerikanische Münzen pressen zu lassen, nachdem Bürgerrechtler sich 2000 erfolglos dafür eingesetzt hatten, King auf 50-Cent-Münzen oder 20-Dollar-Scheinen abbilden zu lassen.
Die Band U2 schrieb 1984 die Songs Pride (In the Name of Love) und MLK (auf dem Album The Unforgettable Fire) zu Ehren Kings und seines Lebenswerks. Pride enthält allerdings einen historischen Fehler, denn King wurde nicht, wie im Stück impliziert, am Morgen ermordet, sondern abends. Bei Live-Auftritten singt U2-Sänger Bono das Lied mittlerweile in korrigierter Version.
James Taylor widmete King 1991 den Song Shed a Little Light.
Ein im Januar 2004 aktiver Lavastrom des Puʻu ʻŌʻō (Martin Luther King flow) und davon abgeleitete Formationen werden meist mit MLK abgekürzt bezeichnet.
Am 22. August 2011 wurde in Washington am Tidal Basin an der National Mall das „Martin Luther King, Jr. National Memorial“ für die Besucher geöffnet. Erst am 16. Oktober 2011 wurde es von Präsident Obama eingeweiht, nachdem die ursprünglich für August 2011 geplante Einweihung wegen des Hurrikans Irene hatte verschoben werden müssen. Damit ist King nach George Washington, Thomas Jefferson, Abraham Lincoln und Franklin D. Roosevelt der fünfte US-Amerikaner, dem in Washington ein Denkmal gewidmet wird, sowie der erste Afro-Amerikaner.
Am 8. Januar 2018 unterzeichnete Präsident Donald Trump den „Martin Luther King, Jr. National Historical Park Act“, der die Martin Luther King, Jr. National Historical Site zu einem National Historical Park aufwertet. Er ist der erste National Historical Park in Georgia. Im Zuge dieser Aufwertung wurde der Prince Hall Masonic Temple als Gedenkstätte hinzugefügt.

### Gedenktage
- kirchlich:
  - Evangelisch-Lutherische Kirche in Amerika: 15. Januar[54]
- staatlich:
  - Vereinigte Staaten von Amerika: dritter Montag im Januar (Martin Luther King Day), seit 1986.

## Rolle Kings innerhalb der Bürgerrechtsbewegung in den USA
Bevor King sich ausschließlich für Bürgerrechte engagierte, setzte sich vor allem die NAACP für die Rechte der schwarzen Minderheit ein.
Mit dem Erfolg des Montgomery Busboykotts im Jahr 1956 nahm der Einfluss Kings auf die Bürgerrechtsbewegung und die Wirkung seiner Person auf die schwarze Bevölkerung stark zu. War er zuvor hauptsächlich als Pfarrer tätig gewesen, reiste er in den folgenden Jahren mit Unterbrechungen durch die gesamte USA und hielt zahllose Reden. Die Erfolge in Birmingham, die Durchsetzung des Civil Rights Act 1964 und die Ehrung mit dem Friedensnobelpreis machten King zum größten Führer des gewaltlosen Protestes für die Gleichberechtigung der Schwarzen, was sich auch an den 250.000 Beteiligten am von ihm angeführten Marsch auf Washington messen lässt. In diesen Jahren verlor auch die NAACP stark an Bedeutung.
Es gab aber auch sowohl Kritik an der Führungsrolle, die King einnahm, als auch an seinem Prinzip, ausschließlich gewaltfrei zu protestieren. So gründete sich 1960 das Student Nonviolent Coordinating Committee (SNCC), das die Funktion Kings in der landesweiten Bewegung konstruktiv kritisierte. Als 1965 Stokely Carmichael Vorsitzender des SNCC wurde, radikalisierte sich deren politischer Kurs in Richtung eines militanten, schwarzen Nationalismus; Carmichaels Nachfolger änderte den Namen der Vereinigung schließlich in Student National Coordinating Committee. 1964 wurde von Malcolm X die Organization of Afro-American Unity (OAAU) ins Leben gerufen. In seiner Rede am Gründungstag rief er offen zur Beilegung der ausschließlich gewaltfreien Strategien auf und distanzierte sich damit deutlich von King. Mehr als die kleine OAAU, die sich nach dem Tod von Malcolm X 1965 auflöste, beeinflussten jedoch die Reden des bekannten Gründers die Schwarzenbewegung.
1966 formierte sich dann die Black Panther Party, die weniger durch Massenproteste als durch Hilfsleistungen für schwarze Bedürftige versuchte, soziale Ungerechtigkeiten auszugleichen. Außerdem trat sie für „schwarzen Nationalismus“ und das ausdrückliche Recht ein, sich selbst zu verteidigen, und grenzte sich damit vom Pazifismus- und Toleranzdenken Kings ab. Dann wurde auf Initiative von Carmichael 1966 auch noch die lose separatistische Black-Power-Bewegung ins Leben gerufen, die eine Vereinigung aller Schwarzen und die Bewahrung von „schwarzer Kultur“ anstrebte. Auch geriet King häufig mit Roy Wilkins, dem damaligen Führer der NAACP und bekannten Bürgerrechtler aneinander. Trotzdem nahm Wilkins an verschiedenen Demonstrationen, etwa dem Marsch nach Washington teil und äußerte sich kritisch zu militanten Organisationen.
Vor allem durch solche Gruppierungen hatten Kings Ideale und Protestaktionen im Norden der USA einen schweren Stand. Hinzu kam, dass er erst 1966 begann, Demonstrationen in einer nördlichen Stadt, Chicago, zu organisieren. Trotzdem blieb er für viele bis zu seinem Tod die unumstrittene Führungsfigur des gewaltfreien Widerstands.
Durch das Attentat, den gestiegenen Druck von Seiten des FBI (vor allem auf die Black Panther Bewegung) und die politischen Zugeständnisse erlahmte nach 1970 die Bürgerrechtsbewegung in den USA. Das SNCC löste sich 1970 auf, und die Black Panther zeigten sich ab 1981 nicht mehr öffentlich. Die NAACP sowie die SCLC bestehen noch heute.

## Werke
- A comparison of the conceptions of God in the thinking of Paul Tillich and Henry Nelson Wieman. Dissertation, 1955
- Stride Toward Freedom: The Montgomery Story. 1957 (deutsch: „Schritte zur Freiheit: Die Montgomery Story“). Englischer Reprint (Taschenbuch) 2010, Beacon Press, ISBN 978-0-8070-0069-4.
- The Trumpet of Conscience (1967). Deutsche Übersetzung: Aufruf zum zivilen Ungehorsam. 1. Auflage. Econ, 1969 (1993, ISBN 3-612-26036-7)
- Aufruf zum zivilen Ungehorsam. Econ-Verlag, Düsseldorf 1993, ISBN 3-612-26036-7.
- Freiheit. Von der Praxis des gewaltlosen Widerstandes. Brockhaus, Wuppertal 1982, ISBN 3-417-20332-5.
- Frieden ist kein Geschenk. Von der Kraft der Gewaltlosigkeit. Herder, Wien 1984, ISBN 3-210-24776-5.
- Ich bin auf dem Gipfel des Berges gewesen. Reden. Edition Nautilus, Hamburg 2016, ISBN 978-3-96054-021-2.
- Ich habe einen Traum. Texte und Reden. Kiefel Verlag, Gütersloh 1996, ISBN 3-7811-5777-6.
- Ich habe einen Traum. Patmos-Verlag, Düsseldorf 2003, ISBN 3-491-45025-X.
- Mein Traum vom Ende des Hassens. Texte für Heute. Herder, Freiburg/B. 1994, ISBN 3-451-04318-1.
- Schöpferischer Widerstand. Mohn, Gütersloh 1985, ISBN 3-579-00576-6.
- Testament der Hoffnung. Letzte Reden, Aufsätze und Predigten. Mohn, Gütersloh 1989, ISBN 3-579-05079-6.
- Ein Traum lebt weiter. Mohn, Gütersloh 1986, ISBN 3-451-08285-3.
- Wohin führt unser Weg. Chaos oder Gemeinschaft. Fischer, Frankfurt am Main 1969.

## Video und Audiomaterial
- Sammlung von Video- und Audiodateien (englische Website)
- I've been to a mountaintop – Rede als MP3 auf americanrhetoric.com
- The Martin Luther King, Jr. Center for Nonviolent Social Change: MLK: Beyond Vietnam - A Time to Break Silence. In: youtube.com. Rede 1967
- I Have a Dream – Rede als MP3 auf americanrhetoric.com
- (Audio mp3) Buchautor Pepper beschreibt die Umstände der Ermordung (englisch)
- Christian Blees: „Ich bin auf dem Gipfel des Berges gewesen.“ Das Attentat auf Martin Luther King. Radio-Feature, 4. April 2008, Produktion: SWR, RBB, ORF, online-Datei, (74,1 kB; RTF)
- Dr. Martin Luther King, Jr. in His Own Words auf democracy.org am 16. Januar 2012 (Video, 59 Min., englisch)

## Filmografie
- Dann war mein Leben nicht umsonst – Martin Luther King Dokumentation, 1970, 135 Min., Regie: Sidney Lumet und Joseph L. Mankiewicz
- Martin Luther King – Mord auf Staatsbefehl. Dokumentation, 2004, 52 Min., Buch und Regie: Claus Bredenbrock und Pagonis Pagonakis, Produktion: arte, ZDF, Erstsendung: 27. Oktober 2004, Inhaltsangabe von arte
- Dr. King, Bürgerrechtler. 1. Teil: „I Have a Dream“, (OT: American Experience. Citizen King), Dokumentation, USA, 2004, 55 Min., Buch und Regie: Noland Walker, Orlando Bagwell, Produktion: Roja Productions Inc. für PBS, Inhaltsangabe von arte, Original-Filmwebsite von PBS
- Dr. King, Bürgerrechtler. 2. Teil: „I Have Seen the Promised Land“, Dokumentation, USA, 2004, 58 Min., Buch und Regie: Noland Walker, Orlando Bagwell, Inhaltsangabe von arte

Der Dokumentarfilm zeichnet das politische Porträt Kings von 1963 bis zu seiner Ermordung 1968.
- Das Rassismusdrama Boykott aus dem Jahr 2001 greift die Geschehnisse um Rosa Parks, M.L. King Jr. und den Montgomery Bus Boycott auf.
- Selma, Spielfilm aus dem Jahr 2014 behandelt Kings Rolle während der Selma-nach-Montgomery-Märsche.
- Raoul Peck (Drehbuch, Regie): I Am Not Your Negro. Der Dokumentarfilm nach dem unvollendeten Manuskript J. Baldwins beleuchtet die Kontroverse mit Malcolm X (Black Muslims). USA, Fr, De, 2017; 94 Min.